# Hutton Conyers
Hutton Conyers – wieś w Anglii, w hrabstwie North Yorkshire, w dystrykcie (unitary authority) North Yorkshire. Leży 36 km na północny zachód od miasta York i 309 km na północ od Londynu.